# Карлик Нос (фильм, 1953)
«Ка́рлик Нос» (нем. Zwerg Nase) — немецкая экранизация 1953 года по мотивам одноимённой сказки Вильгельма Гауфа.

## Сюжет
Двенадцатилетний мальчик Якоб помогал своей маме продавать овощи на рынке. Он часто нёс вещи, купленные клиентами в свои дома. Одна безобразная старая женщина стала ругать товары. Якоб ругал поведение женщины и высмеял её облик, на что та с угрозой сказала, что Якоб станет таким же. Она купила шесть капуст и попросила Якоба отнести капусту к себе домой. Там он превращается в карлика с длинным носом и останется таким на веки. Семь лет он учится готовить и возвращается к родителям в таком виде, но они не узнают его и прогоняют.
Якоб решил устроиться работать поваром у герцога. Позже он встречает говорящую гусыню (Мими), которая, как и он, была околдована старой женщиной. Якоб возвращает зачарованную гусыню Мими её отцу, который превращает её обратно в человека.

## В ролях
| Актёр                  | Роль           |
| ---------------------- | -------------- |
| Ханс Дитер Гётц        | Якоб в детстве |
| Ганс Кларин            | Якоб карлик    |
| Дием Герсторфер        | Мими Гусыня    |
| Эдит Шульце-Веструм    | Ведьма         |
| Элинор фон Валлерстайн | Ганна          |
| Эрнст Ротмунд          | Герцог         |
| Вольфганг Эйхбергер    | Принц          |
| Ханс Элвенспоек        | Шеф-повар      |
| Альфред Понгратц       | Капитан        |

## Производство
Фильм снимали в монастыре Оттобойрен и в Меммингене, в интерьере, как в монастыре Оттобойрен, так и в студии Шонгер в Иннинг-ам-Аммерзее. Премьера фильма состоялась 25 января 1953 года в Гёппингене, 20 сентября 1953 года в Западном Берлине.

## Критика
- Ponkie писавший для Filmblättern, заявил, что: «Фильм Франческо (...) хорошо преуспел, потому что он встречает детское воображение через «реалистичный сюжет», а также критически наблюдательный посетитель благодаря прекрасной заботе о каждой сцене и стремлению к восхитительным настроениям фильма, доволен режиссурой. Приятно также, что фильм избегает этого инфантильно-игривого детского сада, который так легко прилипает к этому типу фильма»[2].
- Lexikon des internationalen Films написал в книжное издание 1988 года (стр. 4486), что речь идёт о широко успешном римейке сказки Вильгельма Гауфа и отмечает, что фильм был ретроспективно реконструирован из-за некоторых слишком страшных моментов для детей[3].

## Релиз VHS
В январе 1995 года фильм был выпущен на VHS компанией Euro Video GmbH.